# Hans Marklund
Hans Gilbert Marklund, född 25 juni 1958 i Umeå, är en svensk koreograf, regissör, manusförfattare, scenograf och illustratör.

## Biografi
Marklund växte upp i Umeå, där han under skolåren började med barnteater och jazzbalett och fortsatte med två år vid Balettakademin i Stockholm, samtidigt som han medverkade i Kar de Mumma-revyn på Folkan. Genom möjligheten att i det sena 1970-talet bli assistent till Charles Moore, som bland annat gjorde en show med Lill-Babs på Berns, kom han in i showvärlden, där han sedan haft en stor del av sin yrkesverksamhet. Parallellt med detta arbetade han som dansare, var en av medlemmarna av dragshowgruppen Surprise Sisters tillsammans med Kenny Lexén och Lars-Åke Wilhelmsson och startade showgruppen Kicks med skivutgivning, publikrekord på Gröna Lunds Stora scen och turnéer i Europa.

### Showproduktion
Under 1987 fick han uppdraget att iscensätta Jan Malmsjös show på Hamburger Börs, vilket ledde till att han därefter satt upp, regisserat och koreograferat i princip alla shower och föreställningar på Hamburger Börs fram till 2013 med artister som Lill-Babs, After Dark, Jerry Williams, Anne-Lie Rydé, Björn Skifs, Nanne Grönvall, Magnus Uggla, Lena Philipsson, Tommy Körberg, Lill Lindfors, Peter Jöback, och tretton säsonger av showen R.E.A (Roligt.Elakt.Aktuellt), som våren 2013 gjorde sin första Sverige-turné. Han har även verkat vid flera andra scener som Parneviks Revyparty med Bosse Parnevik på Oscarsteatern 1987, med Povel Ramels Knäpp igen på Cirkus 1992 och Kolla klotet på Lorensbergsteatern 1998.
Han har iscensatt ett flertal internationella shower i Madrid, Barcelona, Oslo, Berlin och New York, däribland en mycket uppmärksammad produktion med Siw Malmqvist, Wenche Myhre och Gitte Henning i Berlin. Med Robert Gustafsson, Johan Rheborg och Lena Philipsson gjorde han det nya ”Tältprojektet (2004)”. Hösten 2013 regisserade han turnéproduktioner med Joe Labero och Burnt Out Punks i Inferno (Hamburger Börs) och våren 2014 showen Jill med Jill Johnson. 2016 inleddes hans samarbete med Street Magic-duon ”Brynolf & Ljung” med vilka han regisserat två stora turnéföreställningar: ”Hokus pokus motherfuckers” (2016–2017) och ”Cirkeln” (2018–2019). After Darks stora avskedsföreställning ”This is it” spelade för fulla hus på Oscarsteatern 2017 där Hans regisserade. Samma år klev Bo Kaspers Orkester för första gången upp på en krogscen med en storslagen show på Rondo i Göteborg och sedan Cirkus i Stockholm. Peter Jöback gjorde sitt livs show på Cirkus hösten 2018 ”Med hjärtat som insats”.

### Television
Marklund är flitigt använd som regissör vid stora tv-evenemang såsom Melodifestivalen, Allsång på Skansen och stora galor som exempelvis Sveriges Televisions SVT 50 år samt Lill-Babs 50 år i branschen, R.E.A., två säsonger med åtta avsnitt vardera i SVT, Peter Jöback i musikalernas värld (Montreaux-bidrag samt prisvinnare i flera länder), nationaldagsfirandet och mycket mycket mer. Hans mest uppmärksammade tv-underhållning är den stora mellanakten i Melodifestivalen 2000 med Björn Skifs, Carola Häggkvist, Lasse Berghagen, Lena Philipsson, Loa Falkman med flera och En helkväll med Lena Philipsson våren 2013 (där Lena Philipsson för första gången sjöng duett tillsammans med Carola), QX Gaygalan 2013 (som blev historisk, eftersom kronprinsessan Victoria medverkade och delade ut pris).
Han gjorde koreografi till Jonas Gardells tv-film Cheek to cheek (1997) och Leif Magnussons tv-serie Lovisa och Carl Michael (2005) och gjorde en cameoroll i tv-serien Leende guldbruna ögon (2007).
Marklund är lärare och konstnärlig ledare vid Base 23 – Stockholm Dance Academy, där han 2014 skapade dansverket Drottning Kristina – En dansföreställning framför silvertronen på Rikssalen i Stockholms slott och Confidencen. Denna ledde vidare till tv-dansfilmen Drottning Kristina – den unga drottningen i samarbete med flera koreografer inom olika dansstilar, premiärvisad i Sveriges Television 21 november 2015.
Våren 2020 gjorde Nordisk Drama & Film en stor dokumentärfilm om Hans med titeln: ”Hans Marklund – showdansens mästare” som sändes på SVT 2 den 29 februari.

### Teaterscen
På teaterscenen har han varit koreograf i musikaler och teateruppsättningar som Spök, Skål, Rocky Horror Show, I hetaste laget, För Sverige i tiden och både regi och koreografi till Guys and dolls på Oscarsteatern, Grease på Göta Lejon och Uggla Rheborg Ulveson på Cirkus, Stockholm, samt Maria Lundqvists föreställning Blottad på Rival (hösten 2010), samt Morgan Allings Omtyckt och älskad av alla andra. Han har även bistått regissören Anna Pettersson med koreografi i uppsättningar som Eugène Ionescos Stolarna på Strindbergs Intima Teater, Anton Tjechovs Måsen (2010) och Moliéres Misantropen (2013) på Malmö Stadsteater, den flerfaldigt prisbelönta Fröken Julie av August Strindberg på Strindbergs Intima Teater och Henrik Ibsens Vildanden (2014) på Dramaten. Hans regisserade ”Jag ska bli nummer ett” av Anita Goldmann på Stadsteatern, Stockholm 2017 – en pjäs om Isaac Grünewald som blev en stor publiksuccé. Våren 2018 gjorde han debut som både regissör och pjäsförfattare då Anders Lundin och Hans skrivit manus till ”Ett skri i natten” som gick upp på Uppsala Stadsteaters Stora Scen. Musikalen ”Stoppa världen – jag vill stiga av” spelades med stor succé på Parkteatern sommaren 2018. Våren 2019 regisserade Hans en pjäs han skrivit tillsammans med Lotta Olsson på Helsingborgs Stadsteater med titeln ”Stora drömmar”. Parkteatern sommaren 2021 med nyskrivna musikteaterverket ”Almstriden” av Stina Oscarsson, ”I väntan på entré” av Lotta Olsson på Soppteatern, Club After Dark på Vasateatern, ”Antikrists mirakler” på Västmanlands teater efter en bok av Selma Lagerlöf med manus av Stina Oscarsson (som Hans bearbetade) och nu senast succén ”Olof Olof” på Uppsala Stadsteater – där Anders Lundin och Hans Marklund tillsammans skapat en helt ny musikteaterföreställning.

### Text och manus
Marklund är även en flitig textförfattare och har skrivit sångtexter respektive showtexter och monologer till bland andra Lill-Babs, Peter Jöback, Maria Lundqvist, Hanna Lindblad, Nanne Grönvall, Magnus Uggla, Magnus Carlsson, Jan Malmsjö, After Dark, Pernilla Wahlgren, Tommy Körberg, Maria Lundqvist, Anders Lundin, Kjerstin Dellert, R.E.A-gänget, Robert Gustafsson, Nisti Stêrk, Lill Lindfors, Mikael Samuelsson, Lena Philipsson, Peter Jöback, Anneli Alhanko, Lasse Berghagen, Siw Malmkvist, Wenche Myhre, Sissela Kyle, Stjärnklart, och R.E.A.
Han har skrivit tv-manus till Agneta Sjödin i flera säsonger av Sikta mot stjärnorna, samt till olika programledare i Två kvällar för världens barn, samt till Andre Pops och Marie Serneholt i Nationaldagsfesten, Melodifestivalen med mera.
Han är manusförfattare till en nyskriven musikalversion av Gösta Berlings saga med Bo Wastesson som kompositör och Ture Rangström som textförfattare.

### Scenografi och illustrationer
Förutom att Marklund ofta designat scenografier till sina föreställningar, samt scenografi till Malmö stadsteater har han också designat flera kända logotyper, bland annat till Lasse Kühlers Dansskola, Base 23 – Stockholm Dance Academy/Stockholms Musikalartistutbildning, Fredriksborg Hotell & Restaurang Kicks samt till flera skivomslag.

## Produktioner (ej komplett)

### Koreografi
| År   | Produktion                                                     | Upphovsmän                                                                         | Regi                           | Teater                      |
| ---- | -------------------------------------------------------------- | ---------------------------------------------------------------------------------- | ------------------------------ | --------------------------- |
| 1981 | Spök                                                           | Björn Skifs, Bengt Palmers och Bo Carlgren                                         | Peter Flack                    | Maximteatern                |
| 1983 | Rocky Horror Show                                              | Richard O'Brien                                                                    | Thotte Dellert                 | Chinateatern                |
| 1985 | Skål!                                                          | Lars Amble, Magnus Härenstam, Brasse Brännström, Lill Lindfors och Anders Berglund | Lars Amble                     | Maximteatern                |
| 1987 | I grevens tid                                                  |                                                                                    | Hans Marklund                  | Börsen                      |
| 1991 | After Dark                                                     | Christer Lindarw, Hans Marklund och Göran Appelkvist                               | Hans Marklund                  | Börsen                      |
| 1992 | Mulliga vitaminer, revy                                        | Calle Norlén, Sven Hugo Persson, Tomas Tivemark                                    | Mikael Hylin                   | Stora teatern, Stockholm    |
| 1992 | Knäpp igen                                                     | Povel Ramel                                                                        | Jackie Söderman                | Cirkus                      |
| 1994 | I hetaste laget                                                | Peter Stone, Jule Styne och Bob Merrill                                            | Bo Hermansson                  | Cirkus, Stockholm           |
| 1998 | Kolla klotet                                                   | Povel Ramel, Tomas von Brömssen och Bo Hermansson                                  | Bo Hermansson                  | Lorensbergsteatern          |
| 1998 | Guys and Dolls                                                 | Frank Loesser, Joe Swerling och Abe Burrows                                        | Hans Marklund                  | Oscarsteatern               |
| 2006 | Lögn i helvete                                                 | Anthony Neilson                                                                    | Lars Amble                     | Vasateatern                 |
| 2006 | Oscars 100-årsjubileum                                         |                                                                                    | Hans Marklund                  | Oscarsteatern               |
| 2007 | Vild                                                           | Nanne Grönvall och Hans Marklund                                                   | Hans Marklund                  | Hamburger Börs              |
| 2007 | Uggla, Rheborg, Ulveson                                        |                                                                                    | Hans Marklund                  | Cirkus                      |
| 2010 | Blottad                                                        | Maria Lundqvist och Anna Pettersson                                                | Hans Marklund                  | Rival                       |
| 2010 | Måsen                                                          | Anton Tjechov                                                                      | Anna Pettersson                | Malmö Stadsteater           |
| 2014 | Drottning Kristina – en dansföreställning framför silvertronen |                                                                                    | Hans Marklund                  | Rikssalen, Stockholms slott |
| 2015 | En ny revy                                                     | Hans Marklund och Valle Westesson                                                  | Hans Marklund                  | Malmö stadsteater           |
| 2021 | I väntan på entré                                              | Lotta Olsson                                                                       | Hans Marklund                  | Kulturhuset Stadsteatern    |
| 2023 | De’ e’ det här vi kallar kärlek                                | Monica Forsberg och Ingela ”Pling” Forsman                                         | Hans Marklund                  | Nöjesteatern/ Göta Lejon    |
| 2024 | Julen – the musical                                            | Jacke Sjödin                                                                       | Jacke Sjödin och Hans Marklund | Uppsala stadsteater         |

### Regi
| År        | Produktion                                                     | Upphovsmän                                                        | Teater                                        | Noter                                              |
| --------- | -------------------------------------------------------------- | ----------------------------------------------------------------- | --------------------------------------------- | -------------------------------------------------- |
| 1987      | I grevens tid                                                  |                                                                   | Börsen                                        | Även koreografi                                    |
| 1991      | After Dark                                                     | Christer Lindarw, Hans Marklund och Göran Appelkvist              | Börsen                                        | Även koreografi                                    |
| 1998      | Guys and Dolls                                                 | Frank Loesser, Joe Swerling och Abe Burrows                       | Oscarsteatern                                 | Även koreografi                                    |
| 2001      | R.E.A.                                                         |                                                                   | Hamburger Börs                                | 2000–2015                                          |
| 2002      | Showstoppers                                                   |                                                                   | Göta Lejon                                    | Regi tillsammans med Roine Söderlundh              |
| 2004      | Tältprojektet                                                  |                                                                   | Cirkustältturné                               | Tillsammans med Thomas Alfredson. Även koreografi. |
| 2006      | Oscars 100-årsjubileum                                         |                                                                   | Oscarsteatern                                 | Även koreografi                                    |
| 2007      | För Sverige i tiden                                            | Nisti Stêrk                                                       | Maximteatern                                  |                                                    |
| 2007      | Oscars 100-årsjubileum                                         |                                                                   | Oscarsteatern                                 |                                                    |
| 2007      | Vild                                                           | Nanne Grönvall och Hans Marklund                                  | Hamburger Börs                                | Även koreografi                                    |
| 2007      | Uggla, Rheborg, Ulveson                                        |                                                                   | Cirkus                                        | Även koreografi                                    |
| 2010      | Blottad                                                        | Maria Lundqvist och Anna Pettersson                               | Rival                                         | Även koreografi                                    |
| 2010      | Grease - den svenska versionen                                 | Jim Jacobs och Warren Casey Översättning Anders Lundin            | Göta Lejon                                    | Även delar av koreografi                           |
| 2012      | Omtyckt och älskad av alla andra                               | Morgan Alling och Hans Marklund                                   | Dieselverkstaden                              |                                                    |
| 2014      | Joe Labero & Burnt Out Punks ”INFERNO”                         | Joe Labero, Hans Marklund                                         | Hamburger Börs, The Theatre, Sverigeturné     |                                                    |
| 2014      | Jill                                                           | Jill Johnson och Hans Marklund                                    | Hamburger Börs & Rondo                        |                                                    |
| 2014      | Circ combinat – svensk-katalansk cirkusföreställning           | Hans Marklund, Stockholms Kulturfestival                          | Sergels Torg och Mont Juic, Barcelona         |                                                    |
| 2014      | Drottning Kristina – en dansföreställning framför silvertronen |                                                                   | Rikssalen, Stockholms slott och tv-inspelning | Även koreografi                                    |
| 2015      | En ny revy                                                     | Hans Marklund och Valle Westesson                                 | Malmö stadsteater                             |                                                    |
| 2016      | Brynolf & Ljung ”Hokus Pokus Motherfucker”                     | Jonas Ljung & Peter Brynolf                                       | Berns, Cirkus och Sverigeturné                |                                                    |
| 2017      | Jag ska bli nummer ett!                                        | Marianne Goldman                                                  | Kulturhuset Stadsteatern                      |                                                    |
| 2017      | After Dark – This is it                                        | Christer Lindarw, Hans Marklund, Kent Olsson                      | Oscarsteatern, Stockholm                      | Även koreografi och video-content                  |
| 2017      | Babsan – Ett liv i rosa                                        | Hans Marklund & Lars-Åke Wilhelmsson                              | Sverigeturné                                  | Även koreografi                                    |
| 2018      | Bo Kaspers Orkester – Allt ljus på oss                         | Bo Kaspers Orkester, Anders Lundin                                | Rondo, Göteborg – Cirkus, Stockholm och turné | Videocontent                                       |
| 2018      | Ett skri i natten                                              | Anders Lundin & Hans Marklund                                     | Uppsala Stadsteater                           |                                                    |
| 2018      | Stoppa världen – jag vill stiga av                             | Anthony Newley                                                    | Parkteatern Stockholm                         | Även koreografi & manusbearbetning                 |
| 2018      | Peter Jöback – med hjärtat som insats                          | Peter Jöback                                                      | Cirkus Stockholm                              | Även koreografi                                    |
| 2018–2019 | Brynolf & Ljung – Cirkeln                                      | Jonas Ljung & Peter Brynolf                                       | Cirkus Stockholm och Sverigeturné             |                                                    |
| 2019      | Stora drömmar                                                  | Hans Marklund och Lotta Olsson                                    | Helsingborgs stadsteater på Sofiero slott     | Även koreografi                                    |
| 2021      | I väntan på entré                                              | Lotta Olsson                                                      | Kulturhuset Stadsteatern                      | Även koreografi                                    |
| 2021      | Almstriden                                                     | Stina Oscarson, Hans Marklund, Albin Flinkas och Marika Willstedt | Parkteatern, Stockholm                        | Regi, Koreografi och manus                         |
| 2022      | Antikrists Mirakler                                            | Stina Oscarsson, Hans Marklund                                    | Västmanlands teater Västerås                  | Regi, Koreografi, Manus                            |
| 2022      | Club After Dark                                                | Christer Lindarw, Hans Marklund, Kent Ohlsson                     | Vasateatern, Stockholm                        | Regi, Koreografi, Manus                            |
| 2023      | OlofOlof                                                       | Anders Lundin, Hans Marklund                                      | Uppsala Stadsteater                           | Regi, Koreografi, Scenografi                       |
| 2023      | De’ e’ det här vi kallar kärlek                                | Monica Forsberg och Ingela ”Pling” Forsman                        | Nöjesteatern/ Göta Lejon                      | Regi, koreografi, scenografi                       |
| 2024      | Julen – the musical                                            | Jacke Sjödin                                                      | Uppsala stadsteater                           | Tillsammans med Jacke Sjödin Även koreografi       |